# Deutscher Comedypreis
Le Deutscher Comedypreis est décerné chaque année par Brainpool TV GmbH. Étant donné que certaines productions de Brainpool ont reçu des prix, la récompense est controversée.

## Sponsor
Le sponsor est la filiale de Brainpool, Köln Comedy Festival GmbH, qui organise depuis 2000 le Festival international de l'humour de Cologne, anciennement Cologne Comedy Festival. Les directeurs généraux sont Ingrid Langheld (directrice générale de Brainpool Artist and Content Services GmbH) et Ralf Günther (fondateur de Brainpool TV GmbH). Les quatre prix suivants sont décernés sans nomination préalable par l'organisateur, le Köln Comedy Festival GmbH : meilleure comédie allemande au cinéma, meilleur artiste sur scène, meilleur espoir, prix d'honneur. Les autres prix sont décernés par un jury changeant chaque année jusqu'en 2019.

## Récompenses

### Deutscher Comedypreis 1997
- Deutscher Comedypreis:
  - Renate Berger et Thomas Hermanns (pour Quatsch Comedy Club)

### Deutscher Comedypreis 1998
- Meilleur comédien: Oliver Kalkofe (pour Kalkofes Mattscheibe)
- Meilleur espoir: Marcus Jeroch
- Meilleure comédie sur support: Titanic

### Deutscher Comedypreis 1999
- Meilleur humoriste: Michael Mittermeier
- Meilleure humoriste: Gaby Köster (pour Ritas Welt)
- Meilleure comédie télévisuelle: Lukas
- Meilleur spectacle comique: Die Wochenshow
- Meilleure animation: Stefan Raab (pour TV total)
- Meilleure comédie musicale: Ö La Palöma Boys
- Meilleure publicité humoristique: DEA-spot „Super Ingo!“
- Meilleure émission de radio comique: Elmar Brandt et Peter Burtz (pour Die Gerd-Show)
- Prix d'honneur: Karl Dall

### Deutscher Comedypreis 2000
- Meilleur spectacle comique: Atze Schröder (pour Alles Atze)
- Meilleure comédie musicale: Helge Schneider
- Meilleur comique dans un second rôle: Franziska Traub (pour Ritas Welt)
- Meilleure comédie télévisuelle: Ritas Welt
- Meilleur spectacle comique: Quatsch Comedy Club
- Meilleur espoir: Alf Poier
- Meilleure publicité humoristique: Verona Feldbusch
- Prix spécial pour une comédie involontaire: Tagesschau
- Prix d'honneur: Jochen Busse
- Meilleur humoriste (prix d'audience): Michael Mittermeier
- Meilleure humoriste (prix d'audience): Anke Engelke (pour Anke)

 nominations: Mariele Millowitsch (pour Nikola), Gaby Köster (pour Ritas Welt)

### Deutscher Comedypreis 2001
- Meilleur humoriste: Michael Bully Herbig (pour Bullyparade)

nominations: Kaya Yanar (pour Was guckst du?!), Michael Mittermeier
- Meilleure humoriste: Anke Engelke (pour Anke)

 nominations: Cordula Stratmann (pour Zimmer frei!), Annette Frier (pour Die Wochenshow)
- Meilleur spectacle comique: Was guckst du?!

 nominations: Freitag Nacht News, TV Total
- Meilleure comédie télévisuelle: Ritas Welt

 nominations: Alles Atze, Anke
- Meilleur film comique: Der Schuh des Manitu
- Meilleure publicité humoristique: (Audi)-Spot „Der Elvis-Fan“

 nominations: Apollo-Optik, Media Markt
- Meilleur espoir: Johann König
- Prix d'honneur: Rudi Carrell

### Deutscher Comedypreis 2002
- Meilleur spectacle comique: Ladykracher

 nominations: Bullyparade, Krüger sieht alles
- Meilleure comédie télévisuelle: Hausmeister Krause – Ordnung muss sein

 nominations: Die Camper, Mein Leben & Ich
- Meilleur comique dans un second rôle: Christoph Maria Herbst (pour Ladykracher)

 nominations: Dana Golombek (pour Die Camper), Bettina Zimmermann (pour Erkan & Stefan gegen die Mächte der Finsternis)
- Meilleur humoriste: Markus Maria Profitlich (pour Mensch Markus)

 nominations: Bernd Stelter (pour Bernds Hexe), Tom Gerhardt (pour Hausmeister Krause – Ordnung muss sein)
- Meilleure humoriste: Anke Engelke (pour Ladykracher)

 nominations: Cordula Stratmann (pour Annemie Hülchrath - Der Talk), Mariele Millowitsch (pour Nikola)
- Meilleur espoir: Axel Stein (pour Feuer, Eis & Dosenbier, Hausmeister Krause – Ordnung muss sein et Knallharte Jungs)

 nominations: Felicitas Woll (pour Berlin, Berlin), Elton (pour Elton.tv)
- Meilleure comédie sur scène: Michael Mittermeier (pour Back to life)
- Meilleur film comique: Knallharte Jungs

 nominations: Erkan & Stefan gegen die Mächte der Finsternis, Feuer, Eis & Dosenbier
- Prix d'honneur: Otto Waalkes

### Deutscher Comedypreis 2003
- Meilleur humoriste: Bastian Pastewka (pour Ohne Worte)

 nominations: Anke Engelke (pour Ladykracher), Kaya Yanar (pour Was guckst du?!)
- Meilleur spectacle comique: Genial daneben – Die Comedy Arena

 nominations: OLM!, TV Total
- Meilleure comédie télévisuelle: Alles Atze

 nominations: Bewegte Männer, Nikola
- Meilleur acteur dans une comédie télévisuelle: Atze Schröder (pour Alles Atze)

 nominations: Axel Stein (pour Axel!), Willi Thomczyk (pour Die Camper)
- Meilleure actrice dans une comédie télévisuelle: Gaby Köster (pour Ritas Welt)

 nominations: Heike Kloss (pour Alles Atze), Julia Stinshoff (pour Crazy Race)
- Meilleur spectacle de sketchs: Ladykracher

 nominations: Alt und durchgeknallt, Ohne Worte
- Meilleur espoir: Ralf Schmitz (pour Die dreisten Drei)

 nominations: Johnny Challah (pour Axel!), Mirja Boes (pour Die dreisten Drei)
- Meilleur humoriste sur scène: Dieter Nuhr
- Prix d'honneur TV: Anke Engelke
- Prix d'honneur: Dieter Hallervorden
- Prix spécial pour la première comédie télévisée allemande à succès: Klimbim}

### Deutscher Comedypreis 2004
- Meilleur humoriste: Michael Bully Herbig (pour (T)Raumschiff Surprise - Periode 1)

 nominations: Atze Schröder, Bastian Pastewka, Hans Werner Olm
- Meilleur spectacle comique: OLM!

 nominations: Zimmer frei!, Rent a Pocher
- Meilleure comédie télévisuelle: Familie Heinz Becker

 nominations: Mein Leben & Ich, Was nicht passt, wird passend gemacht
- Meilleur acteur dans une comédie télévisuelle: Ingo Naujoks (pour Bewegte Männer)

 nominations: Walter Sittler (pour Nikola), Ralf Richter (pour Was nicht passt, wird passend gemacht)
- Meilleure actrice dans une comédie télévisuelle: Wolke Hegenbarth (pour Mein Leben & Ich)

 nominations: Janine Kunze (pour Hausmeister Krause – Ordnung muss sein), Arzu Bazman (pour Schulmädchen)
- Meilleure animation: Hape Kerkeling (pour Die 70er Show)

 nominations: Sonja Zietlow et Dirk Bach (pour Ich bin ein Star – Holt mich hier raus!), Oliver Pocher et Kai Pflaume (pour Wok-WM)
- Meilleur spectacle de sketchs: Mensch Markus

 nominations: Die dreisten Drei, Tramitz and Friends
- Meilleur espoir: Hennes Bender

 nominations: Ingo Oschmann, Mario Barth
- Meilleure comédie sur scène: Michael Mittermeier
- Meilleur film comique: (T)Raumschiff Surprise - Periode 1
- Prix d'honneur: Emil Steinberger
- Prix spécial: 7 Tage, 7 Köpfe

### Deutscher Comedypreis 2005
- Meilleur spectacle comique: Rent a Pocher

nominations: Hape trifft!, Freitag Nacht News, Kalkofes Mattscheibe 
- Meilleure comédie télévisuelle: Alles Atze

 nominations: Stromberg, Axel! will’s wissen, Mein Leben & Ich
- Meilleur acteur dans une comédie télévisuelle: Christoph Maria Herbst (pour Stromberg)

 nominations: Wolke Hegenbarth, Sabine Pfeifer, Rick Kavanian
- Meilleur spectacle de sketchs: Bully & Rick

 nominations: Ohne Worte, Die dreisten Drei, Tramitz and Friends
- Meilleur humoriste: Hape Kerkeling

 nominations: Bully Herbig, Ralf Schmitz, Oliver Pocher
- Meilleure humoriste: Cordula Stratmann

 nominations: Mirja Boes, Hella von Sinnen, Gaby Köster
- Meilleure comédie d'improvisation: Schillerstraße

 nominations: Frei Schnauze, Dittsche, Genial daneben
- Meilleur film comique: 7 Zwerge – Männer allein im Wald
- Meilleur espoir: Kurt Krömer
- Meilleure comédie sur scène: Mario Barth
- Prix d'honneur: Helge Schneider

### Deutscher Comedypreis 2006
- Meilleur spectacle comique: Genial daneben – Die Comedy Arena

 nominations: Hape trifft!, Schmitz komm raus!
- Meilleure comédie télévisuelle: Pastewka

 nominations: Stromberg, Mein Leben & Ich
- Meilleur sketch: Mensch Markus

 nominations: Die dreisten Drei, Sechserpack
- Meilleur film comique: Ladyland

 nominations: Arme Millionäre, Die ProSieben Märchenstunde
- Meilleur humoriste: Hape Kerkeling

 nominations: Oliver Pocher, Ralf Schmitz
- Meilleure humoristee: Hella von Sinnen

 nominations: Cordula Stratmann, Mirja Boes
- Meilleur acteur: Christoph Maria Herbst

 nominations: Bastian Pastewka, Sky du Mont
- Meilleure actrice: Andrea Sawatzki

 nominations: Anke Engelke, Wolke Hegenbarth
- Meilleure comédie sur scène: Mario Barth
- Meilleur espoir: Paul Panzer
- Best Comedian, international: Borat (alias Sacha Baron Cohen)
- Special award: Horst Schlämmer (alias Hape Kerkeling)
- Prix d'honneur: Jürgen von der Lippe

### Deutscher Comedypreis 2007
- Meilleur spectacle de sketchs: Switch reloaded

nominations: Bully & Rick, Kargar trifft den Nagel
- Meilleure comédie télévisuelle: Kinder, Kinder

nominations: Türkisch für Anfänger, Pastewka
- Beste Comedy show: Frei Schnauze XXL

nominations: Extreme Activity, Paul Panzers 33
- Meilleur acteur dans une comédie télévisuelle: Christoph Maria Herbst

nominations: Christian Ulmen, Heinrich Schafmeister
- Meilleure actrice dans une comédie télévisuelle: Anke Engelke

nominations: Carolin Kebekus, Josefine Preuß
- Meilleur espoir: Cindy aus Marzahn

nominations: Der unglaubliche Heinz, Stefan Schramm & Christoph Walther
- Meilleur humoriste: Hape Kerkeling

nominations: Oliver Pocher, Mario Barth
- Meilleure humoriste: Gaby Köster

nominations: Mirja Boes, Cordula Stratmann
- Meilleur film comique: 7 Zwerge - Der Wald ist nicht genug
- Meilleure comédie sur scène: Mario Barth
- Prix d'honneur: Loriot

### Deutscher Comedypreis 2008
- Meilleure comédie télévisuelle: Doctor's Diary

nominations: Maddin in Love, Herzog, Two Funny
- Meilleur spectacle comique: Elton vs. Simon - Die Show

nominations: Achtung! Hartwich, Krömer - Die Internationale Show
- Meilleure émission comique: Fröhliche Weihnachten! - mit Wolfgang & Anneliese

nominations: 20 Jahre Mittermeier, Happy Otto - Wir haben Grund zum Feiern
- Meilleur sketch: Switch reloaded

nominations: Wunderbar, Two Funny
- Meilleur acteur: Michael Kessler

nominations: Christian Ulmen, Dirk Bach
- Meilleure actrice: Nora Tschirner

nominations: Judith Richter, Susan Sideropoulos
- Meilleur espoir: Olaf Schubert
- Meilleur humoriste: Michael Mittermeier

nominations: Oliver Pocher, Mario Barth
- Meilleure humoriste: Mirja Boes

nominations: Anke Engelke, Cindy aus Marzahn
- Meilleur film comique: Keinohrhasen
- Meilleure comédie sur scène: Mario Barth
- Prix d'honneur: Hugo Egon Balder

### Deutscher Comedypreis 2009
- Meilleure comédie télévisuelle: Doctor's Diary

nominations: Der kleine Mann, Der Lehrer
- Meilleur spectacle comique: heute-show

nominations: Cindy aus Marzahn & Die jungen Wilden, TV-Helden
- Meilleur Late-Night-Show: Inas Nacht

Krömer - Die Internationale Show, TV total
- Meilleure émission comique: Quatsch Goes Christmas - Die große Comedy Winter Show

nominations: 100 Jahre Heinz Erhardt, World of Comedy
- Meilleur sketch: Ladykracher

nominations: 4 Singles, Switch Reloaded
- Meilleure émission de caméra cachée: Comedystreet

nominations: Böse Mädchen, Verstehen Sie Spaß?
- Meilleur Stand-up: Schizophren - Ich wollte 'ne Prinzessin sein (Cindy aus Marzahn)

nominations: Safari (Michael Mittermeier), Verschmitzt (Ralf Schmitz)
- Meilleur film comique: Zwei Weihnachtsmänner

nominations: Ein Mann, ein Fjord!, Schade um das schöne Geld
- Meilleur acteur: Max Giermann

nominations: Bastian Pastewka, Hape Kerkeling
- Meilleure actrice: Martina Hill

nominations: Anke Engelke, Diana Amft
- Meilleur humoriste: Dieter Nuhr

nominations: Mario Barth, Ralf Schmitz
- Meilleure humoriste: Cindy aus Marzahn

nominations: Ina Müller, Mirja Boes
- Meilleur film comique: Vic le Viking
- Meilleure comédie sur scène: Mario Barth
- Prix d'honneur: Mike Krüger
- Meilleur espoir: Bülent Ceylan

### Deutscher Comedypreis 2010
- Meilleure comédie télévisuelle: Danni Lowinski

nominations: Pastewka, Stromberg
- Meilleur spectacle comique: heute-show

nominations: Cindy aus Marzahn & Die jungen Wilden, Willkommen bei Mario Barth
- Meilleur Late-Night-Show: TV total

nominations: Aufgemerkt! Pelzig unterhält sich, Inas Nacht
- Meilleure émission comique: Fröhliche Weihnachten! – mit Wolfgang & Anneliese

nominations: Der große Comedy Adventskalender, Switch Reloaded – Der Jahresrückblick
- Meilleur sketch: Ladykracher

nominations: Dennis und Jesko, Ich bin Boes
- Meilleur Stand-up, TV: Johann König live! Total Bock auf Remmi Demmi

nominations: Kaya Yanar – Live und unzensiert, René Marik live! Autschn!
- Meilleur film comique: Barfuß bis zum Hals

nominations: C.I.S. – Chaoten im Sondereinsatz, Die Spätzünder
- Meilleur acteur: Christoph Maria Herbst

nominations: Bastian Pastewka, Jan Josef Liefers
- Meilleure actrice: Annette Frier

nominations: Anke Engelke, Diana Amft
- Meilleur humoriste: Dieter Nuhr

nominations: Eckart von Hirschhausen, Matze Knop
- Meilleure humoriste: Cindy aus Marzahn

nominations: Mirja Boes, Monika Gruber
- Best German comedy film: Zweiohrküken
- Meilleure comédie sur scène: Mario Barth
- Prix d'honneur: Herbert Feuerstein
- Meilleur espoir: Dave Davis

### Deutscher Comedypreis 2011
- Meilleur humoriste: Bülent Ceylan

nominations: Atze Schröder, René Marik
- Meilleure humoriste: Cindy aus Marzahn

nominations: Carolin Kebekus, Mirja Boes
- Meilleur acteur: Bastian Pastewka

nominations: Matthias Matschke, Max Giermann
- Meilleure actrice: Martina Hill

nominations: Annette Frier, Anke Engelke
- Meilleur spectacle comique: heute-show

nominations: Kaya Yanar & Paul Panzer - Stars bei der Arbeit, Die Bülent Ceylan Show
- Best Late-Night-Show: Pelzig hält sich

nominations: TV total, Inas Nacht
- Meilleure comédie télévisuelle: Danni Lowinski

nominations: Pastewka, Doctor's Diary
- Meilleur sketch: Ladykracher

nominations: Switch Reloaded, 4 Singles
- Meilleure émission comique: Hapes zauberhafte Weihnachten

nominations: Fröhlicher Frühling mit Wolfgang & Anneliese, Der Comedy-Olymp
- Meilleur Stand-up, TV: Atze Schröder live! Revolution

nominations: Cindy aus Marzahn live! Nicht jeder Prinz kommt uff'm Pferd, Sascha Grammel live! Hetz mich nicht!
- Meilleur film comique: Kokowääh
- Meilleur téléfilm comique: Neue Vahr Süd

nominations: Kung Fu Mama, Undercover Love (de)
- Meilleure comédie sur scène: Mario Barth
- Prix d'honneur: Hella von Sinnen
- Meilleur espoir: Sascha Grammel

### Deutscher Comedypreis 2012
- Meilleur humoriste: Oliver Welke

nominations: Bülent Ceylan, Kaya Yanar
- Meilleure humoriste: Cindy aus Marzahn

nominations: Monika Gruber, Mirja Boes
- Meilleur acteur: Bjarne Mädel

nominations: Christoph Maria Herbst, Detlev Buck
- Meilleure actrice: Martina Hill

nominations: Annette Frier, Anke Engelke
- Meilleur spectacle comique: heute-show

nominations: Nicht nachmachen!, Die Bülent Ceylan Show
- Meilleure comédie télévisuelle: Der Tatortreiniger

nominations: Danni Lowinski, Stromberg
- Meilleur sketch: Knallerfrauen

nominations: Ich bin Boes, Ladykracher
- Meilleure émission comique: Elton vs. Simon - Die Live-Show

nominations: Der Comedy Olymp, Der große Comedy Adventskalender
- Meilleur Stand-up, TV: Olaf Schubert live! Meine Kämpfe

nominations: Dr. Eckart von Hirschhausen live! Liebesbeweise, Michael Mittermeier live! Achtung Baby!
- Meilleur film comique: Türkisch für Anfänger
- Meilleur téléfilm comique: Stankowskis Millionen

nominations: Das große Comeback, Männer ticken, Frauen anders
- Meilleure comédie sur scène: Bülent Ceylan
- Prix d'honneur: Gaby Köster
- Meilleur espoir: David Werker
- Prix spécial:  Thomas Hermanns (pour 20 Years Quatsch Comedy Club)

### Deutscher Comedypreis 2013
- Meilleur humoriste: Olaf Schubert

nominations: Paul Panzer, Mario Barth
- Meilleure humoriste: Carolin Kebekus

nominations: Monika Gruber, Cindy aus Marzahn
- Meilleur acteur: Bastian Pastewka

nominations: Bjarne Mädel, Dietrich Hollinderbäumer
- Meilleure actrice: Martina Hill

nominations: Anke Engelke, Annette Frier
- Meilleur spectacle comique: Circus HalliGalli

nominations: Die Bülent Ceylan Show, heute-show, Krömer – Late Night Show, Paul Panzer – Stars bei der Arbeit
- Meilleure comédie télévisuelle: Pastewka

nominations: Die LottoKönige, Crime Scene Cleaner (Der Tatortreiniger)
- Meilleur sketch: Ladykracher

nominations: In jeder Beziehung, Knallerfrauen
- Meilleure émission comique: Die Große TV total Prunksitzung

nominations: Der RTL Comedy Grand Prix, Switch reloaded - Wetten dass..? Spezial
- Meilleur stand-up: Kaya live! All inclusive

nominations: Atze live! Schmerzfrei, Paul Panzer live! Hart Backbord - Noch ist die Welt zu retten!
- Meilleure participation: Sonja Zietlow & Daniel Hartwich à Ich bin ein Star - Holt mich hier raus!

nominations:  Oliver Welke & Olaf Schubert à Prix de la télévision allemande (de) 2012, Anke Engelke à Unser Song für Malmö
- Meilleur film comique: Kokowääh 2
- Meilleure comédie sur scène: Mario Barth
- Prix d'honneur: Tom Gerhardt
- Meilleur espoir: Luke Mockridge